# 전하철
전하철(全河哲, 1924년 4월 22일 ~ )은 조선민주주의인민공화국의 정치인이다. 내각 부총리로 있으며, 조선로동당 중앙위원회 위원이다. 국가학위학직수여위원장직을 맡고 있으며,  최고인민회의 제12기 대의원이다.

## 경력
1924년 일제강점기에 평안북도 후창군에서 태어났다. 김일성군사종합대학을 졸업했으며, 1962년 내각 사무국 부국장과 1965년 내각 사무국 제1사무장을 역임하였다. 1970년 내각 지질총국 총국장에 올랐으며, 1970년과 1980년에 당 중앙위 후보위원에 선임되었다. 1983년 량강도 행정경제지도위원회 위원장, 1989년 정무원 자원개발부 부장 등을 거쳐, 현재는 2010년 6월 이후 내각 부총리로 있다.
1985년과 1992년에 김일성훈장을 받았다. 1994년과 1995년 그리고 2010년, 김일성과 오진우 조명록 사망 당시에 국가장의위원회 위원을 맡았다.
1982년과 1986년 그리고 1990년의 최고인민회의 제7기, 8기, 9기 대의원을 지냈으며, 2009년부터 제12기 대의원으로 있다.
2010년 9월, 조선로동당 중앙위원회 중앙위원에 선임되었다.